# Rescue (Echo & the Bunnymen)
Rescue è un singolo del gruppo musicale inglese Echo & the Bunnymen, pubblicato il 5 maggio 1980  come secondo e ultimo estratto dall'album Crocodiles.
Fu il primo singolo della band a entrare in classifica, raggiungendo il n° 62 di quella britannica. Fu anche la loro prima uscita sulla nuova etichetta Korova.
Venne ristampato come singolo in edizione limitata da 7" il 4 dicembre 2006 sulla stessa etichetta e con lo stesso numero di catalogo, KOW 1, e raggiunse il n° 177 della Official Singles Chart. Una versione promozionale da 7" fu anche distribuita da Korova nel gennaio 1983.
La canzone venne reinterpretata dal gruppo rock scozzese Idlewild nel singolo These Wooden Ideas del 2000 e dalla band americana Rogue Wave nell'album del 2016 di cover degli anni '80, Cover Me.

## Tracce
Testi e musiche degli Echo & the Bunnymen.

### 7"
Lato 1
1. Rescue - 3:35

Lato 2
1. Simple Stuff - 2:30

### 12"
Lato 1
1. Rescue

Lato 2
1. Simple Stuff
2. Pride

### 7" (promo 1983)
Lato 1
1. Rescue

Lato 2
1. Never Stop
2. The Cutter

## Classifiche
| Classifica         | Posizione massima |
| ------------------ | ----------------- |
| Regno Unito (1980) | 62                |
| Regno Unito (2006) | 177               |